# Agave celsii
Agave celsii es una especie de planta fanerógama de la familia Asparagaceae. Es nativa de México.
Algunos autores la consideran un sinónimo de Agave mitis var. mitis.

## Descripción
Forma una roseta de 30 cm de diámetro con hojas gruesas de color verde-azulado.

## Taxonomía
Agave celsii fue descrito por William Jackson Hooker  y publicado en Botanical Magazine 3: 12, t. 4934. 1856.
Etimología
Agave: nombre genérico que fue dado a conocer científicamente en 1753 por el naturalista sueco Carlos Linneo, quien lo tomó del griego Agavos. En la mitología griega, Ágave era una ménade hija de Cadmo, rey de Tebas que, al frente de una muchedumbre de bacantes, asesinó a su hijo Penteo, sucesor de Cadmo en el trono. La palabra agave alude, pues, a algo admirable o noble.
celsii: epíteto otorgado en honor del botánico francés Jacques Philippe Martin Cels.
Sinonimia
- Agave mitis var. mitis
- Agave botteri Baker
- Agave bouchei Jacobi
- Agave celsiana Jacobi
- Agave celsii Hook.
- Agave densiflora Regel
- Agave haseloffii Jacobi
- Agave micracantha Salm-Dyck
- Agave oblongata Jacobi
- Agave rupicola Regel
- Agave rupicola var. bouchei (Jacobi) A.Terracc.
- Agave rupicola var. brevifolia Regel
- Agave rupicola var. longifolia Regel
- Agave rupicola var. rubridentata Regel
- Agave sartorii var. oblongata (Jacobi) A.Terracc.[4][1][5]